# KS Besa
KS Besa – albański klub piłkarski założony w 1925 roku, z siedzibą w mieście Kavajë, grający w Kategoria e Parë – II lidze albańskiej. W pierwszej lidze zadebiutował w 1933.

## Osiągnięcia
- 2-krotny zwycięzca Pucharu Albanii: 2007, 2010
- 6-krotny finalista Pucharu Albanii: 1961, 1963, 1971, 1972, 1981, 1992
- Zwycięzca Superpucharu Albanii: 2010

## Europejskie puchary
Legenda do wszystkich tabel:
- Q – runda eliminacyjna, 1/16, 1/8, 1/4, 1/2 – odpowiednia faza rozgrywek, Grupa – runda grupowa, 1r gr – pierwsza runda grupowa, 2r gr – druga runda grupowa, F – finał, R – runda, PO – play-off
- k. – rzuty karne, los. – losowanie, Dogr. – dogrywka, w. – zasada bramek strzelonych na wyjeździe

| Sezon   | Rozgrywki                 | Runda | Klub             | Dom | Wyjazd | Ogólnie |
| ------- | ------------------------- | ----- | ---------------- | --- | ------ | ------- |
| 1972/73 | Puchar Zdobywców Pucharów | 1R    | Fremad Amager    | 0–0 | 1–1    | 1–1, w. |
| 1972/73 | Puchar Zdobywców Pucharów | 2R    | Hibernian        | 1–1 | 1–7    | 2–8     |
| 2007/08 | Puchar UEFA               | 1Q    | FK Bežanija      | 0–0 | 2–2    | 2–2, w. |
| 2007/08 | Puchar UEFA               | 2Q    | Litex Łowecz     | 0–3 | 0–3    | 0–6     |
| 2008    | Puchar Intertoto          | 1R    | Ethnikos Achna   | 0–0 | 1–1    | 1–1, w. |
| 2008    | Puchar Intertoto          | 2R    | Grasshopper Club | 0–2 | 1–2    | 1–4     |
| 2010/11 | Liga Europy               | 2R    | Olympiakos SFP   | 0–5 | 1–6    | 1–11    |